# The Explosive Little Richard
The Explosive Little Richard — одиннадцатый альбом американского певца Литла Ричарда, вышедший в 1967 году на лейбле Okeh Records.

## Об альбоме
За три года (1964—1967) Литл Ричард сменил пять лейблов, для каждого перезаписывая, в большинстве своём, свои старые хиты — либо в студии, либо во время концертных выступлений. Данная пластинка, записанная для Okeh Records, состоит из совершенно нового материала.

## Список композиций
Сторона А
1. I Don’t Want to Discuss It
2. Land of a Thousand Dances
3. The Commandments of Love
4. Money
5. Poor Dog (Who Can’t Wag His Own Tail)

Сторона Б
1. I Need Love
2. Never Gonna Let You Go
3. Don’t Deceive Me
4. Function at the Junction
5. Well

## Альбомные синглы
- Poor Dog (Who Can’t Wag His Own Tail) / Well (6/1966; Okeh 7251)
- Commandments of Love / I Need Love (11/1966; Okeh 7262)
- Don’t Deceive Me / Never Gonna Let You Go (3/1967; Okeh 7278)
- A Little Bit of Something / Money (6/1967; Okeh 7286)